# 凌广赤
凌广赤（？—？），彭泽人，是一名清朝政治人物。举人出身。
凌广赤曾于乾隆四十八年（1783年）接替来谦鸣任建宁府知府一职，乾隆年间由缪寿恒接任。